# Gomba menedzsment
A gomba menedzsment, más néven pszeudoanalízis vagy vak fejlesztés a szoftverfejlesztésben a menedzsment egy antimintája. Azt fejezi ki, hogy a szervezetnél nem működik megfelelően a kommunikáció a különböző szintek között. Az elnevezés a gombatermesztés sztereotip leírásán alapul: Tartsd sötétben, és trágyázz.

## Leírás
A gomba menedzsment egy vezetési stílus, amiben a dolgozók nem ismerik a szervezet egészének általános állapotát és döntéseit. A munkát anélkül végzik, hogy tudnák, mi a célja. Nem támogatja a dolgozók kíváncsiságát és önkifejezését. Nem ismerik a vállalat általános helyzetét, mivel a vezetés anélkül dönt, hogy megkérdezne másokat vagy figyelembe venne más véleményeket. Előfordulhat akkor, ha a vezetés nem ért ahhoz, amit a beosztottak csinálnak, ezért úgy érzik, hogy mivel nem tudnak hatékonyan információhoz jutni, nem is tudnak hatékonyan kommunikálni.
A gomba menedzsment nem korlátozódik az üzleti szférára. Előfordul, hogy közös munkán dolgozó tanulók, hallgatók tartanak vissza információkat, hogy szorgalmasabbnak és intelligensebbeknek értékeljék őket a tanárok.

## Példák

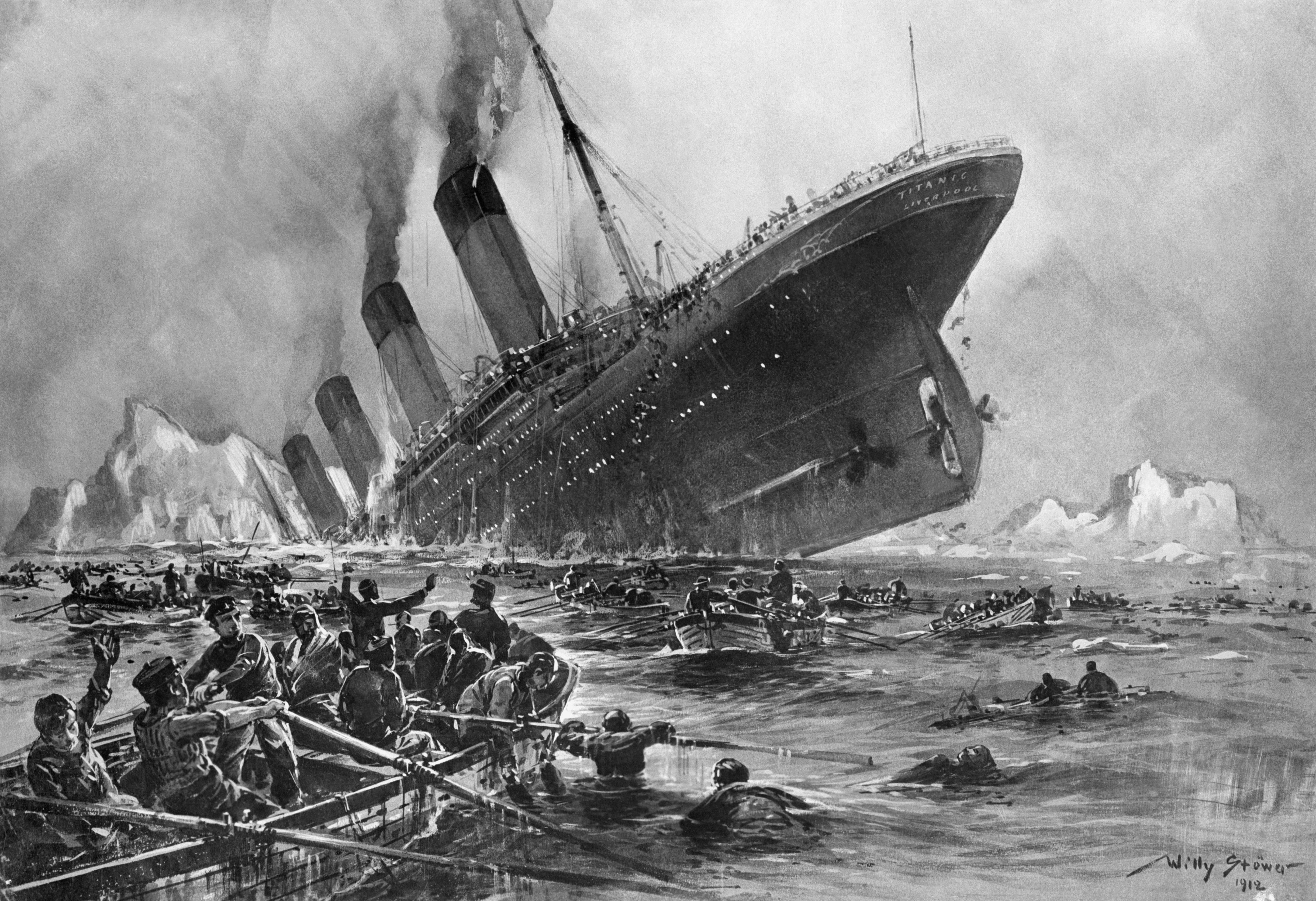
A süllyedő Titanic

2008-ban a Lehman Brothers bank csődje kapcsán feltárták annak okait. A  vezérigazgató ifjabb Richard S. Fuld volt, aki eltitkolta a bank helyzetét mind az alkalmazottak, mind a közvélemény elől. Úgy tudták, hogy a bank különféle jelzáloghiteleket kezel, kockázatosakat és kevésbé kockázatosakat vegyesen. Ezzel szemben a portfólió sokkal kockázatosabb volt, mint amilyen alkalmas lett volna. Fuld a csőd után nem vállalta a felelősséget, pedig ő rejtette el az információt.
A Titanic elsüllyedésekor csak a személyzet néhány tagja tudott arról, hogy a hajó el fog süllyedni. A kapitány nem tájékoztatta a személyzet legtöbb tagját a helyzet komolyságáról, ami fejetlenségbe torkollt. A kapitány megpróbált saját maga dönteni,  tisztjeinek bevonása nélkül.

## Okai
A leggyakoribb ok a vezetők viselkedése, akik szeretnek egyedül dönteni, ahelyett, hogy a szervezetet közös sikerekre vigyék. A félelem attól, hogy a beosztottak új ötletekkel, elképzelésekkel állnak elő, ahelyett, hogy azokra ők jönnének rá, rossz döntésekre készteti a vezetőket, így megakadályozzák, hogy beosztottjaik aktív szerepet vállaljanak munkájukban. Emiatt a beosztottak mechanikusan, ismétlődő jelleggel dolgoznak, pedig aktívabbak és termelékenyebbek lehetnének.

## Következményei
A következmények mindenkire negatívan hatnak. A dolgozók gyakran nem tudnak elég gyorsan reagálni egy váratlan helyzetre. Például, ha a vállalat cipőkereskedelemmel dolgozik. A vezetés felismerte, hogy megváltozott a vásárlók preferenciája, de az új divat szerinti cipőket nem rendelik meg az üzletvezetők, mivel a felső szint nem szólt nekik. Végül az eladóknak kell viselniük a következményeket, akik aztán végképp nem tudtak semmiről.
A gomba menedzsment előnye, hogy gyakran csökkenti a munkahelyi stresszt, mivel a beosztottaknak nincs vagy korlátozott a felelősségük.

## Megelőzése
Az információk megosztása elkerülhetetlen. A vezetők egyik legfontosabb feladata megkülönböztetni, hogy mik a bizalmasan kezelendő adatok, és melyeket melyik csoporttal kell megosztani. Az összes információ megosztása nagyobb kárt is okozhat. A vezetőknek meg kell tanulniuk, hogyan kommunikáljanak beosztottjaikkal. A legjobb módszer az átláthatóság.

## Kivételek
Megfelelően végezve a gomba menedzsment sem működik olyan rosszul. A különböző csoportok megkapják azokat az információkat, amikre szükségük van. Ha többet akarnak tudni, akkor kérdezniük kell. Ez azonban nem egyszerű, és ehhez mérten igényel készségeket.

## Fordítás
Ez a szócikk részben vagy egészben  a   Mushroom management című angol Wikipédia-szócikk fordításán alapul.  Az eredeti cikk szerkesztőit annak laptörténete sorolja fel. Ez a jelzés csupán a megfogalmazás eredetét és a szerzői jogokat jelzi, nem szolgál a cikkben szereplő információk forrásmegjelöléseként.